# Martin Gypkens
Martin Gypkens (* 11. Juli 1969 in Bonn) ist ein deutscher Filmregisseur und Drehbuchautor.
Im Anschluss an sein Abitur verbrachte Gypkens zunächst einige Zeit in den Vereinigten Staaten. Nach seiner Rückkehr nach Deutschland war er zwischen 1992 und 1996 in Berlin als Innenrequisiteur bei einer Reihe von Spielfilm- und Serienproduktionen tätig. Von 1996 bis 2002 studierte er an der Hochschule für Film und Fernsehen „Konrad Wolf“ in Potsdam Dramaturgie.
Erstmals Regie führte er 1993 in Bonn bei dem Theaterstück Unidentifizierte Leichenteile und das wahre Wesen der Liebe von Brad Fraser. Während seines Studiums realisierte er drei Kurzfilme und war Autor mehrerer Drehbücher für Fernsehfilme. 2003 entstand unter dem Titel Wir sein erster Spielfilm. Dort schildert er das Lebensgefühl einer Gruppe Mittzwanziger in Berlin. Für ihn wurde er im gleichen Jahr beim Max-Ophüls-Festival mit dem Förderpreis Langfilm ausgezeichnet.

## Filmografie
- 1995: Die Falschen (Kurzfilm)
- 1998: Brautkleid bleibt Brautkleid (Kurzfilm)
- 2001: Papas (Kurzfilm: Regie)
- 2001: Schluss mit lustig! (Fernsehfilm: Drehbuch)
- 2003: Wir (Regie, Drehbuch)[2]
- 2003: Eiskalte Freunde (Fernsehfilm: Drehbuch)
- 2007: Nichts als Gespenster (Regie, Drehbuch)
- 2013: Am Hang (Drehbuch)
- 2015: Rico, Oskar und das Herzgebreche (Drehbuch)
- 2016: Rico, Oskar und der Diebstahlstein (Drehbuch)
- 2023: Thabo – Das Nashorn-Abenteuer (Drehbuch)